# マニ (預言者)

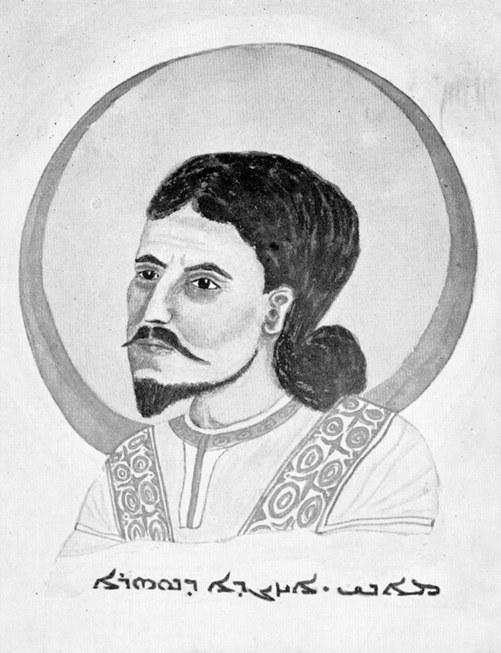
預言者マニ

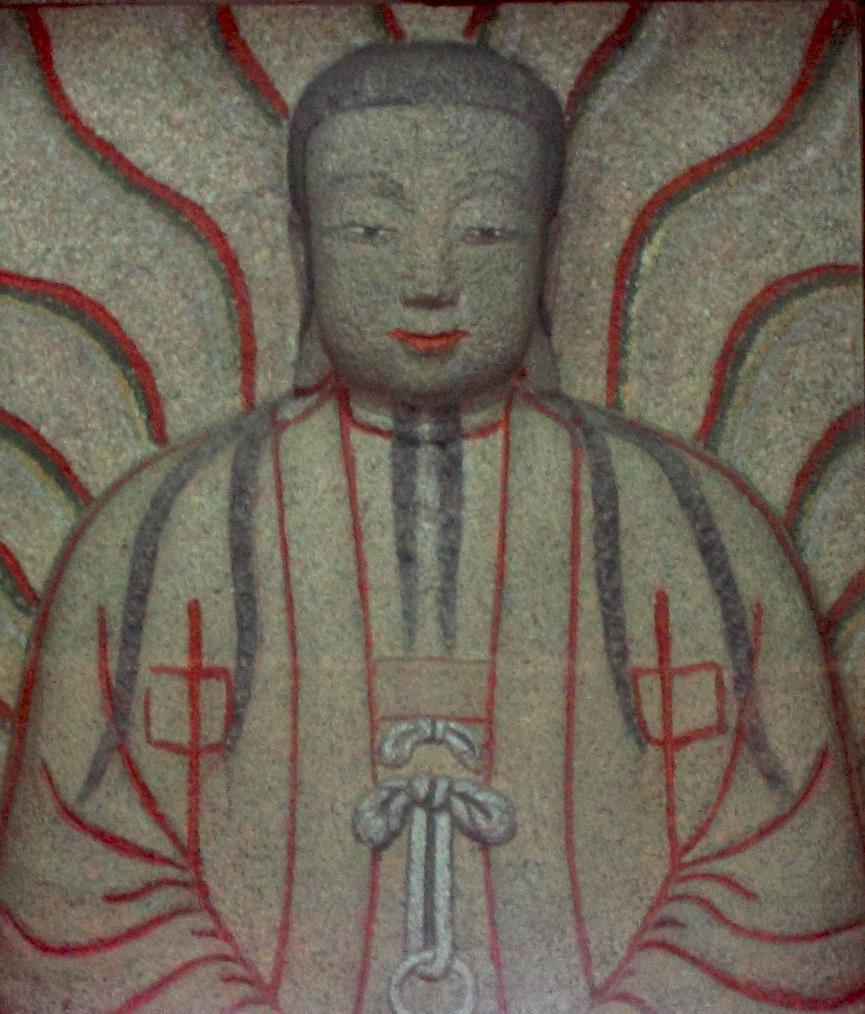
マニ像

マニ（英語: Mani, ギリシア語: Μάνης または Μανιχαίος, ラテン語: Manes または Manichaeus, ペルシア語:مانی, シリア語:مانی, コプト語:ⲙⲁⲛⲓⲭⲁⲓⲟⲥ）は、サーサーン朝ペルシア時代の預言者（216年4月14日- 277年2月26日）。マニ教の開祖。日本で「マニ」と表記するのは、ヨーロッパ経由で伝来したために生じた不正確な読み方で、原音に忠実な読みでは「マーニー」であるが、本項目では日本語の慣例表現に属して原則「マニ」と表記する。

## 名称
「マニ/マネス」という名称は近代ヨーロッパに由来する。元のシリア語では「マーニー/マーネー」と呼ばれていた。このためパフレヴィー語・パルティア語・ソグド語・アラビア語・近世ペルシャ語などではこれに近い発音で呼ばれ、漢字では「摩尼」と表記された。しかしギリシア語では「マネース」、ラテン語では「マネス/マニカエウス」、コプト語では「マニカイオス」という形で伝わっていた（ラテン語マニカエウス、コプト語マニカイオスのマニと屈折語尾を除いた部分-カエ-および-カイ-は、アラム語の「ハイイェー」に相当するものだと思われる）。
「マニ」自体はシリア語圏ではありふれた名前だった。しかし一部資料では「クルビキオス」という名が伝わっており、パルティア人の血を引くマニの本名であると考えられている。
マニの尊称はシリア語で「生きている」を意味する「ハイイェー」と、「師」を意味する「マール」があり、「マーニー・ハイイェー」、「マール・マーニー」などと呼ばれていた。

## 生涯

### 幼少期
マニは、パルティア末期、メソポタミア平原バビロニア地方のユーフラテス川流域マルディーヌー村で、貴族の父パティークと王族カムサラガーン家出身の母マルヤムとの間に生まれた。血統から言えば「パルティアの貴公子」とも言える出自だが、本人はあまり気にしなかったらしく、マニ教の教義では重視されていない。「マーニー」という名前は東アラム語では普通の人名で、他にも多く確認できる。このころのメソポタミアは様々な思想が流入し、ユダヤ教・キリスト教・ピタゴラス教団・マルキオン派・ミスラ教などセム系・ヘレニズム・パルティアに由来する様々な思想・宗教が入り乱れていた。そのよう環境下でパティークは酒・肉・女を絶てという声を聴き、ユダヤ教・キリスト教・グノーシス主義のシンクレティズム的宗教組織・エルカサイ教団（洗礼派）に入った。この教団は女人禁制で、パティークは身重の妻を放り出した。マニは初め母親に育てられるが、4歳の時父が迎えに来て、以後青春時代をエルカサイ教団内で生活することになる。なお母マルヤムは、これ以後記録に見えず、マニと交流があったのかも定かでない
マニは教団でユダヤ教・キリスト教の教義やシリア語・パフラヴィー語などを習得し、教団内の書物を読み漁ったと考えられている。特に『アダムの黙示録』『セトの黙示録』『エノシュの黙示録』『シェームの黙示録』『エノク書』など、のちのキリスト教から外典扱いされた文献を読んでいたことが記録される。なお、この頃のゾロアスター教は書物文化が成立していなかったため、マニにとっては閉ざされた教団内で口伝を聞くことが限度だったと考えられる。
マニが12歳のとき、自らの使命を明らかにする神の「啓示」に初めて接したといわれる。成長するマニは教団内のユダヤ教・キリスト教文書では満足できなくなり、マルキオンやバル・ダイサーンの著作を手に入れ読んだと思われる。また、のちのマニ教徒に好まれた『ヨハネ行伝』・『ペテロ行伝』・『パウロ行伝』・『トマス行伝』もマニの愛読書であったといわれている。
240年頃、マニが24歳の時に再び聖天使パラクレートス（アル・タウム）からの啓示をうけ、開教したとされる。そして自らをセト・エノク・エノス・シェーム・ブッダ・ザラスシュトラ・イエスに続く、最後の預言者（諸預言者の封印）と位置づけた。また、農業は植物の中に秘められた光の要素を壊すとして、教団の成員に課されたダストマイサーン村での農作業を拒否し、教団内で問題を引き起こした。マニを快く思わない者たちが彼を袋叩きにするが、教団幹部になっていたパティークの仲裁により追放されることで折り合いがついた。

### 宣教活動
教団を追われたマニについてきたのは親友のアブサクヤーと友人と思われるのシメオンだけだった。彼らは新宗教を興すため、クテシフォンに向かった。道中でパティークが追い付き、謝って教団に戻るよう説得した。しかしマニは折れず、逆にパティークが教団を離脱してマニたちと行動を共にすることとなった。しかし宗教的に寛容なアルサケス朝パルティアの首都だったクテシフォンでは支配者が交代しており、ゾロアスター教を国教とするサーサーン朝ペルシアが新首都として治めていた。アルサケス家の血を引くことはマニにとってマイナスでしかなくなっていた。また言語面でもパフラヴィー語パルティア方言からペルシア方言に公用語が移り、マニの覚えたパルティア方言の地位が下がっていた。マニ一行はクテシフォンに長居せず、イラン高原のオルーミーイェ湖畔ガンザクに向かった。ここでマニは少女の病気を癒し、彼女の父親からなんでも謝礼をすると言われた。そこでマニは最も慎み深い娘を求めたという。こうして病を治療された娘の姉妹がマニ一行に加わった。
数か月後、一行はガンザクを出てティグリス川河口マイサーン州の港町ファラートに向かった。ここでシリア系キリスト教徒の船に便乗してインドのデーブに上陸した。トゥーラーン・マクラーン・パールダーンなどアフガニスタン南部・パキスタン南西部・インド東南部で活動し、仏教徒だったトゥーラーンの王侯貴族やゴーヴィンデーシャなる賢者にブッタだと思われ、改宗に成功したという。2年に及ぶインド宣教によってマニは仏教の知識を得たとされる。しかしインドのマニ教コミュニティはその後消滅してしまう。メソポタミアからインドへの航路はキリスト教徒が独占しており、マニ教本部との連絡が難しかったためと思われる。
インドからマイサーンに戻ったマニはサーサーン家のマイサーン総督ミフル・シャーまたは王の弟でホラーサーン総督のペーローズを改宗させたといわれている。いずれにしろ王族のつてを得たマニはサーサーン朝の第2代シャーハンシャー（皇帝、大王）であるシャープール1世に謁見した。マニはシャープールに献上するために史上初のパフラヴィー語文献『シャーブラフガーン』を、自らの発明したマニ文字で書き記した。パティーク、シメオンに加え、ザクという弟子とともにシャープールと謁見したマニは、医者として宮廷に召し抱えられることになった。シャープールはマニを寵愛してしばしば遠征に同行させたが、これもマニに医術の心得があったからだともいわれている。
クテシフォンはセム系住民の多いメソポタミアに位置しており、ゾロアスター教以外の様々な宗教が入り乱れていた。シャープールは、政治的経済的重要性の高いメソポタミアを安定的に統治するために、ゾロアスター教を強制せずセム系住民の信仰をなるべく尊重した。彼はニシビスのユダヤ人指導者とも謁見しており、マニ教もメソポタミアにある諸宗教の一つとしてその活動を容認したとみられている。

### 教会の形成
宮廷で職を得たマニは、自らは教会制度の整備や聖典・書簡・ミニアチュールの作成に携わり、宣教は弟子たちに任せた。そしてパティーク(マニの父親?)やアブサクヤーをシリアに、アッダーらをエジプトに、ザクらをパレスチナに、ガブリヤーブをアルメニアに、マール・アンモーを中央アジアに送るなど、サーサーン朝の内外に教線を伸ばした。特にガブリヤーブはシャープールの長男でアルメニア国王ホルミズド・アルダシールに取り入っていた。また、アンモーはパルティア王族アルダヴァーンとともにパルティア地方で現地貴族を対象に宣教活動を行い、一定の成果を得ていた。このことがパルティアを倒して権力を握ったサーサーン朝王宮を刺激し、マニの立場を危うくしたという説がある。しかし、マニ自身は自らの教えが東西にいきわたったことに満足したらしく、精力的に執筆活動に従事した。
マニ教の教義にはゾロアスター教神官団にとって不快な内容が多々含まれていた。ゾロアスター教の神話を剽窃して好き勝手に改変し、善神オフルマズド（アフラ・マズダー）はあっさり悪神アフレマン（アンラ・マンユ）に敗北し、ザラスシュトラは失敗した預言者として扱われていた。しかもマニ教教会は本来ゾロアスター教神官団の名称である「デーンマーズデースン」を自称しており、国内に混乱を巻き起こしたとみられている。

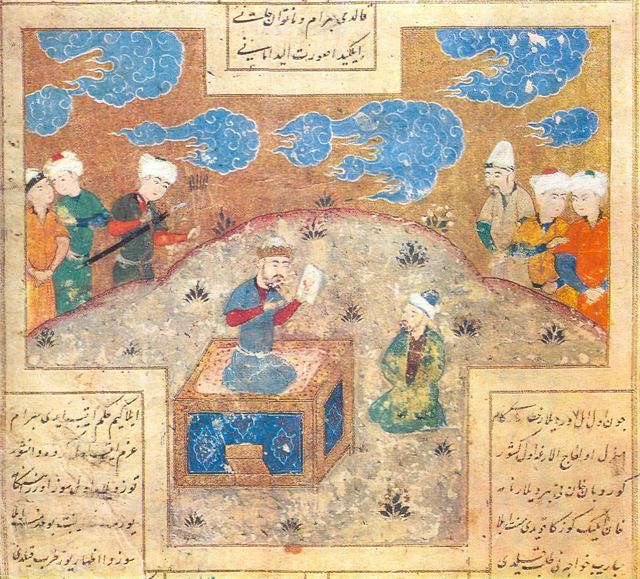
バハラームに召され、自ら著述した画集教典を王に差し出す「絵師マニ」。16世紀、ミール・アリー・シール・ナヴァーイー作、タシュケント（現ウズベキスタン）

### 殉教
272年にシャープールが死去し、長男ホルミズド1世が跡を継いだ。マニはホルミズドに取り入ることに成功したが、彼もまたすぐに死んでしまう。跡を継いだバハラーム1世の時代になると、大マグのカルティール（キルディール）の勢力が拡大し、権力闘争に負けたマニは属国バート王の宮廷に左遷された。マニはめげずにここでも宣教を行い、バート王を改宗させたという。しかしこのことがクテシフォンの逆鱗に触れ、バート王に召喚命令が下った。立場がなくなったマニはサーサーン家で最初の改宗者ミフル・シャーに助けを求めに行くが、彼はとうに失脚していたことが明らかになる。そこでマニはサーサーン朝を脱出し、東方宣教に成功していたアンモーのもとへ行こうとするも、サーサーン朝の警察網に捕まり、クテシフォンに引き返した。マニは教会幹部たちと話し合い、バート王とともにバハラームと謁見しようとした。クテシフォンを去るマニはパティーク（父親?）に「もう二度とここに帰ってくることはない」と告げ、アブサクヤーらとともにバート王のもとに向かった。しかしバート王はマニとの同行を拒否したため、マニたちだけで王宮に入った。バート王を召喚したら呼んでもないマニが来たことにバハラームは怒り、マニは逮捕されてしまった。
マニは弟子のウッズィーや3人の女性（ガンザクで病気を治した女性の姉妹?）、中央アジアから駆け付けたアンモーから世話を受けた。そして獄吏にも自らの教えを説き、また執筆活動も行っていたとされる。寒さと鎖につながれた状況の中で老齢のマニは衰弱し、釈放の要求がなされたがバハラームはそれを許さなかった。マニの最期については良く分かっていない。磔刑に処せられたという説と、生きたまま皮を剥がれ、その後首を斬られたという説がある。後世のマニ教徒たちが残した文書などによると、皮を剥がされたマニが生きているという噂が残り、アラビア語逸話集の中にはワラが詰め込まれたマニの皮が、しばしばサーサーン朝統治下の市街の城門に吊るされていた、というものがある。一方、近年現われたパルティア語資料からは獄中でも自由に信者と面会できた状況が知られ、比較的穏やかな状況下で獄死したとも推測される。
マニの獄中の様子はウッズィーによって後世に伝えられた。教祖の死はマニ教徒にとっては忌まわしいものではなく、西方ではイエス・キリストの十字架になぞらえて「殉教」、東方では仏滅になぞらえて「涅槃」と称された。

### 死後
マニの死後、バビロニアに避難した弟子のシシンは教団の指揮をとり、以後、マニ教団はシリアやパレスティナ、エジプト、ローマ帝国などへの伝道に力を入れ、多くの信者を獲得した。マニ教の典礼ではマニの受難を「ベマ」（ベーマ）といい、祭礼の日となった。
マニ教は、のちに西は北アフリカ・イベリア半島から、東は中国にまで広がった。マニは「教えの神髄」の福音伝道を重視し、自ら著述した教典を各言語に翻訳させ、入信者を得るために各地で優勢な宗教の教義に寄せさせた。ゾロアスター教の優勢な地域ではゾロアスター教の神々、西方ではイエス・キリストの福音を前面に据え、東方では仏陀の悟りを強調して宣教するなど、各地ごとに布教目的で柔軟に用語・教義を変相させた。この結果、世界宗教へと発展したが、教義の一貫性は保持されなかった。

## 人物
マニは、芸術の才能にも恵まれ、彩色画集の教典をも自ら著しており、常にその画集を携えて布教したといわれる。そのため、マニは青年時代、絵師としての訓練を受けたという伝承も生まれている。

## 教義
マニ教の教義は、ユダヤ教・ゾロアスター教・キリスト教・グノーシス主義、さらに仏教や道教からも影響を受けているといわれる。マニ教の教団は伝道先でキリスト教や仏教を名のることで巧みに教線を伸ばした。
マニ教は、ユダヤ教の預言者の系譜を継承し、ザラスシュトラ・釈迦・イエスは預言者の後継と解釈し、マニ自らも天使から啓示を受けた預言者であり、「預言者の印璽」であることを主張した。また、パウロの福音主義に影響を受けて戒律主義を否定する一方で、グノーシス主義の影響から智慧と認識の重要性を説いた。ゾロアスター教からは善悪二元論の立場を継承している。
マニ教の教義は諸教混交で、その宗教形式（ユダヤ・キリスト教の継承、預言者の印璽、断食月）は、ローマ帝国やアジア各地への伝道により広範囲に広まった。4世紀には西方で隆盛したが、6世紀以降は東方へも広がり、中国では漢字で「摩尼教」と記された。また、マニ教に関心を寄せた人物として、キリスト教に改宗した4世紀～5世紀の教父アウグスティヌスがいる。さらに、7世紀のムハンマドによるイスラム教成立に影響を与えた。ムハンマドもまた「預言者の印璽」を自ら名乗った一人である。

## 著作
マニは、世界宗教の教祖としては珍しく、自ら経典を書き残したが、その多くは散逸した。シャープール1世に捧げた宗教書『シャープーラカン』では、王とマニ自身との間の宗教上の相互理解について記述されている。
マーニーの著作として以下のものがあったとされる。シャープーラカーンのみが中世ペルシャ語で書かれ、それ以外はマニの母語であるシリア語で書かれていた。また、それを記述するために、マニはシリア文字を改良して、新しいマニ教文字を作り出したと言う。シリア語で書かれたマニの著作は散逸したが、ギリシャ語・コプト語・ラテン語・ソグド語などの各言語に翻訳された断片によって残されている。
9種の作品が知られ、これらの内容は以下のようであったろうと考えられている。
『シャープーラカーン』
マニによって書かれた最初の書。シャープール1世に献呈され、預言者論と黙示文学の部分から成る。トゥルファンで発見されたマニ教文書の中に主要部分が含まれていた。
預言者論では、マニ自らがアダムから始まる預言者の歴史に連なり、インドではブッダ、イランではザラスシュトラ、西方ではイエスが現れ、最後にバビロンの地に「預言者の印璽」としてマニが現れたと宣言している。
黙示文学部分では、新約聖書・エノク書からの引用が多い。終末には「叡智世界の神（クラデシャーリヤズド）」と呼ばれる「光のイエス」が降臨し、善人と悪人を審判する。マニはここで『マタイによる福音書』25章の最後の審判に関する部分を文字通り引用する。そして、太陽の戦車に乗ったミフルヤズドが世界を大火で破壊し、残った正しい霊魂を回収する。
後にサーサーンの皇帝たちのマニ教迫害が明確化すると正典からは除かれた。
『福音書』
シャープラカーンの続編的な内容。おそらく正式名称は『活ける福音書』。他にも『大いなる活ける福音書』『聖なる希望の福音書』などとも呼ばれた。
シリア文字のアルファベット・アレフからタウまでの22文字を冠した22章に分けられていた。『ケルンのマニ教写本』に三つの断章が残る。その中で「イエス・キリストの使徒」を自称する。自分が受けた啓示が父親とともにエルカサイ派洗礼教団に属していたころに、天より「双子」の到来を受けた時のことだと自叙している。
新約聖書からの引用と、それに対してのマニの注釈によって自らの立場を明らかにしていった可能性が高いとする。
断章では「不朽の福音書」と呼び「崇高なる奥義、偉大なるわざ」を現したと表現している。コプト語の『マニ教詩編』ではこれを「著作の王」「マニの新約聖書」と呼び尊崇した。
『宝庫』
マニの神学を体系的に述べたもの。護教論の性格を持つ。
これも三つの断章が残存しているが、その内二つが、マニ教からキリスト教へと改宗したアウグスティヌスによるマニ教反駁書による。
『奥義の書』
バル・ダイサン派やマニ教批判への反論などが考えられる護教的作品。
イブン・ナディームの『フィフリスト』に計18章の目次と概略が載せられている。聖書外典資料が多く引用され、それがマニの解釈でイエスに適応されていることは、この書がシリアやメソポタミアのキリスト教徒共同体に接触し、かつ後期の著作であること示す。
『伝説』
マニの神話体系を表した「伝説」。ギリシャ語では「プラグマテイア」であり一般的に「論考」を意味するが、ここでは「物語」（mythoi）と同義であろうと考えられる
マニ教徒以外にもよく読まれ、反駁対象となった。テオロドス・バル・コーナイやイブン・アン・アンディームによるマニ教神話体系の記録も、この書によったものであろう。
『画集』
マニ自身による画集。マニの画力を発揮して、複雑な『伝説』の神話体系を信徒の理解の一助に供するために視覚化したもの。
『福音書』を図画化したという説もあったが、むしろ『伝説集』の内容を図画化したものだと考えられる。この画集によってイランでは、はるか後代においても「マーニー」の名が画家の代名詞となった。
中国語のマニ教文書『法儀略』では『大門荷翼図』と名されて「大二宗図」（大いなる二原理の図）と説明書きされている。
『巨人たちの書』
『エノク書』の「巨人たちの物語」を抜粋し、それを元にマニは新しく書き表した。コプト語文書『ケファライア』においてマニ自身に「パルティア人の願いによって書いたもの」と述べさせおり、具体的にはパルティア人地域に派遣されていた弟子マール・アンモーの願いを受けてだと推測される。パルティア語・中世ペルシャ語では「カワン」の題名であり、『法儀略』においても「倶緩」と音訳される。
『書簡』
マニは各地で宣教を行っている弟子たちと、あらゆる問題について多くの書簡をやり取りした。『フィフリスト』では76の表書が知るされている。アウグスティヌスは『基本書』と呼ばれる書簡について反駁書を書いた。
『詩編』と『祈祷』
二つの詩編と祈祷を書き表したが、それが本当にマニに帰属しえるかどうかは不明。

## マニの伝記について
マニの生涯を伝える歴史的文書としては、以下の二つが知られている
- ヘゲモニウス（英語版）『Acta Archelai』(4世紀) - 反マニの立場からマニの生涯を語るもの
- イブン・アン＝ナディーム『フィフリスト』（10世紀末） - マニの生涯に関する解説は、従来から重要視されていたが、20世紀より見出されたマニ教関連文書と照合された後は、その正確性・客観性がさらに高く評価された

1969年、上エジプトにおいて、西暦400年頃に属する羊皮紙に古代ギリシア語で書かれた写本が発見された。それは現在、ドイツのケルン大学（ノルトライン＝ヴェストファーレン州ケルン市）に保管されているため「ケルンのマニ写本」と呼ばれている。この写本は、マニの経歴およびその思想の発展とをともに叙述する聖人伝となっており、マニの宗教の教義に関する情報と彼自身の書いた著作の断片とを含んでいる。

## 年譜
- 216年 : マニ生まれる。
- 224年 : パルティア王アルタバヌス4世がアルダシール1世に敗北し、サーサーン朝がアルケサス朝パルティアを後を引き継ぎ、「諸王の王」の称号を継承。
- 228年 : マニ、このころ1回目の啓示を受ける。
- 236年 : マニ、このころ2回目の啓示を受け、父の教団を離れる。
- 241年 : アルダシールが死去し、息子のシャープール1世がペルシア王に即位する。
- 242年 : マニのはじめての宣教。シャープールとの会見を果たす。
- 272年 : シャープール死去。子息ホルミズドがホルミズド1世としてサーサーン朝の王となる。
- 273年 : ホルミズド1世死去。バハラーム1世の即位。
- 277年 : このころ、カルテイールが大マグとなり、あらゆる異端を処罰する。マニ死去。

## 関連作品
マニの生涯を描いた小説に、
- アミン・マアルーフ『光の庭』連合出版、2011年2月。ISBN 4897722578。

がある。マアルーフはレバノン生まれのフランスの作家である。